# Pesagot
Pesagot (hebr. פסגות) – wieś położona w Samorządzie Regionu Matte Binjamin, w Dystrykcie Judei i Samarii, w Izraelu.
Leży w południowo-wschodniej części Samarii, przy mieście Ramallah w otoczeniu terytoriów Autonomii Palestyńskiej.

## Historia
Osada została założona w 1981 przez grupę żydowskich osadników.